# Duché de Cardona
Pour les articles homonymes, voir Cardona (homonymie).
1040–présent
La vicomté de Cardona, apparue autour de la ville de Cardona, fut détachée du comté d'Osona au XIe siècle. Elle fut la base de la puissance de la famille de Cardona, qui obtient son élévation au titre de comté de Cardona au XIVe siècle. Le duché de Cardona, un des titres nobiliaires les plus prestigieux d'Espagne, fut créé en 1482 par les Rois catholiques en faveur de Jean Raymond III Folch de Cardona.  

## Histoire

### Vicomté de Cardona
Dans la 2e moitié du Xe siècle, les vicomtes d'Osona, subalternes des comtes d'Osona, s'établissent autour de Cardona, où ils établissent leur château. Le premier vicomte connu qui exerce à Cardona est un certain Guadall, qui venait d'Osona et qui meurt vers 973. Son fils Ermemir, mort en 1010, lui succède et s'occupe du repeuplement de son domaine, par une charte de repeuplement, octroyée par le comte d'Osona Borell. Il reçoit semble-t-il même le droit de battre monnaie par cette même charte. La vicomté s'étend alors, à la frontière occidentale du comté d'Osona, autour du château de Cardona, dans la vallée du Cardener, jursqu'à Bergús à l'ouest, la vallée de Navel et le ruisseau d'Ora, et au nord Sorba et Gargallà. Les limites au sud et à l'est sont moins précises.
Les premiers à porter le titre de vicomte de Cardona sont Guisla de Cardona en 1062 et son fils Raymond Folch Ier, mort en 1086. Son frère et successeur, Folch II de Cardona dirige la vicomté au nom de son petit-neveu Bernat Amat de Claramunt, fils de sa nièce Ermessinde, morte abbesse en 1090. Il devient ensuite évêque d'Urgell en 1089, puis de Barcelone en 1095, où il s'oppose au comte de Barcelone Bérenger-Raimond II, avant de s'éteindre en 1099. 
Bernard Aimé de Claramunt, ayant hérité de la vicomté, prend le nom de Cardona. Il épouse une fille des comtes de Barcelone et meurt en 1151. Son fils, Raymond Folch II, étant mort en 1150, c'est son petit-fils, Raymond Folch III de Cardona, qui lui succède vers 1155. Il épouse Isabelle, fille du comte d'Urgell Armengol VI. Ennemi du vicomte et troubadour Guilhem de Berguedan, il est tué par lui à Colltort en 1176. Son fils aîné, Bérenger Ier de Cardona, lui succède brièvement (1176-1177), avant que la vicomté revienne à son fils cadet, Guillaume de Cardona. Au début du XIIIe siècle, les vicomtes de Cardona Raymond Folch IV et, surtout, son fils Raymond Folch V, participent aux grandes révoltes nobiliaires contre le roi d'Aragon Jacques Ier. Le fils de Raymond Folch V, Raymond Folch VI, surnommé le Prohom Vinculador, collabore avec les rois Pierre III, Alphonse III et Jacques II.
Durant trois siècles, la vicomté s'est considérablement agrandie. En 1365, elle s'étend sur 1 578 km² et compte 3 611 feux. Elle comprend, outre Cardona et une bande de territoire de Bages à la droite du Cardener, pratiquement tout le Solsonès, avec les villes de Solsona et Sant Llorenç de Morunys, ainsi que les zones limitrophes du Berguedà (Correà, Capolat et el Pujol de Planes), de la Segarra (Ivorra, Tarroja et Torà), de la Noguera (Vilanova de l'Aguda) et d’Anoia (Castellfollit de Riubregós, Pujalt et Calaf), la vallée d’Òdena et les châteaux entre Anoia et l’Alt Penedès (Montbui, Claramunt, Orpinell, Mediona) et, enfin, Vallmoll, dans l’Alt Camp.
Les vicomtes sont des personnages importants, proches conseillers des rois d'Aragon. En 1375, Hugues II de Cardona est élevé à la dignité de comte, ce qui le met au même niveau que les anciens lignages comtaux d'Ampurias, de Pallars, de Prades et d'Urgell.

### Comté de Cardona
Le titre de comte est octroyé en 1375 à Hugues de Cardona par le roi Pierre III. Hugues agrandit considérablement le territoire de son comté, obtenant la vicomté de Vilamur en 1381, la riche baronnie de Bellpuig et celle de la Juneda en 1386. Jean Raymond Folch de Cardona, qui succède à son père Hugues II en 1400, poursuit la politique familiale de proximité avec les souverains aragonais. À la suite du compromis de Caspe de 1412, il se rallie à la maison de Trastamare et Ferdinand Ier. En récompense, sa famille obtient des avantages : en 1425, son fils Jean Raymond Folch II, qui a épousé  l'héritière du comté, Jeanne de Prades, obtient un jugement favorable dans le procès sur l'héritage du comté de Prades et de la baronnie d'Entença. 
Jean Raymond Folch III, fils du comte précédent, obtient le gouvernement du comté de sa mère en 1445. Quand éclate la guerre civile catalane, en 1462, il embrasse la cause du roi Jean II, contre les autorités catalanes. Son fils, Jean Raymond Folch IV, qui reçoit des propositions pour devenir roi, les décline, et reste lui aussi fidèle au roi. Il obtient la main d’Aldonza Enríquez, tante du roi Ferdinand II et est investi en 1491 du comté de Pallars Sobirà, qu'il a conquis au nom du roi. Ce comté est érigé en marquisat, tandis que le comté de Cardona est érigé en duché.